# Ralf Vollmer
Ralf Vollmer (* 5. Juli 1962 in Heilbronn) ist ein ehemaliger deutscher Fußballspieler und -trainer.

## Karriere
In der Jugend spielte er beim SV Jagsthausen und dem VfR Heilbronn. Seine ersten beiden Jahre bei den Aktiven hatte Vollmer bei der SG Bad Wimpfen, wo er Torschützenkönig in der Landesliga Württemberg wurde. 1982 wechselte er zum FV Lauda in die Oberliga Baden-Württemberg. Im darauf folgenden Jahr ging er zu den Stuttgarter Kickers und gehörte dem Verein bis 1994 an. Vollmer spielte für die Kickers 62-mal in der Bundesliga und 275-mal in der 2. Bundesliga. Insgesamt erzielte er hierbei 70 Tore.
Zum Ende seiner Laufbahn spielte Ralf Vollmer für den SV Bonlanden.
Nach Karriereende war er vom 18. Mai bis 30. Juni 1999 Trainer der Stuttgarter Kickers. Danach gehörte er von 1999 bis 2001 dem Präsidium des Vereins an. Von Januar bis September war er zudem auch Sportdirektor der Kickers.
In der Saison 2001/02 spielte er noch einmal aushilfsweise für die Sportfreunde Stuttgart in der Kreisliga, zusammen mit seinem früheren Vereinskameraden Bernd Schindler.